# Kocijani
 Kocijani  falu Horvátországban, a Tengermellék-Hegyvidék megyében. Közigazgatásilag Brod Moravicéhez tartozik.

## Fekvése
Fiumétól 42 km-re északkeletre, községközpontjától 5 km-re északnyugatra, a Špičasti hegy nyugati lejtőin, a horvát Hegyvidék (Gorski kotar) területén fekszik.

## Története
A településnek 1857-ben 83, 1910-ben 84 lakosa volt. Trianonig Modrus-Fiume vármegye Delnicei járásához tartozott.
2011-ben 10 lakosa volt.

## Lakosság
| Lakosság változása | Lakosság változása | Lakosság változása | Lakosság változása | Lakosság változása | Lakosság változása | Lakosság változása | Lakosság változása | Lakosság változása | Lakosság változása | Lakosság változása | Lakosság változása | Lakosság változása | Lakosság változása | Lakosság változása | Lakosság változása |
| ------------------ | ------------------ | ------------------ | ------------------ | ------------------ | ------------------ | ------------------ | ------------------ | ------------------ | ------------------ | ------------------ | ------------------ | ------------------ | ------------------ | ------------------ | ------------------ |
| 1857               | 1869               | 1880               | 1890               | 1900               | 1910               | 1921               | 1931               | 1948               | 1953               | 1961               | 1971               | 1981               | 1991               | 2001               | 2011               |
| 83                 | 79                 | 76                 | 65                 | 75                 | 84                 | 77                 | 68                 | 59                 | 60                 | 52                 | 38                 | 25                 | 21                 | 14                 | 10                 |